# Aunay-sous-Auneau
Aunay-sous-Auneau és un municipi francès, situat al departament de l'Eure i Loir i a la regió de Centre – Vall del Loira. L'any 2007 tenia 1.395 habitants.

## Demografia

### Població
El 2007 la població de fet d'Aunay-sous-Auneau era de 1.395 persones. Hi havia 476 famílies, de les quals 80 eren unipersonals (36 homes vivint sols i 44 dones vivint soles), 144 parelles sense fills, 212 parelles amb fills i 40 famílies monoparentals amb fills.
La població ha evolucionat segons el següent gràfic:
Habitants censats

### Habitatges
El 2007 hi havia 573 habitatges, 495 eren l'habitatge principal de la família, 54 eren segones residències i 24 estaven desocupats. 568 eren cases i 5 eren apartaments. Dels 495 habitatges principals, 447 estaven ocupats pels seus propietaris, 41 estaven llogats i ocupats pels llogaters i 7 estaven cedits a títol gratuït; 18 tenien dues cambres, 76 en tenien tres, 164 en tenien quatre i 237 en tenien cinc o més. 415 habitatges disposaven pel capbaix d'una plaça de pàrquing. A 170 habitatges hi havia un automòbil i a 295 n'hi havia dos o més.

### Piràmide de població
La piràmide de població per edats i sexe el 2009 era:
| Homes | Edats   | Dones |
| ----- | ------- | ----- |
| 1     | 95 o +  | 0     |
| 6     | 90 a 94 | 4     |
| 5     | 85 a 89 | 7     |
| 4     | 80 a 84 | 8     |
| 17    | 75 a 79 | 27    |
| 25    | 70 a 74 | 32    |
| 22    | 65 a 69 | 23    |
| 30    | 60 a 64 | 15    |
| 35    | 55 a 59 | 25    |
| 33    | 50 a 54 | 45    |
| 57    | 45 a 49 | 49    |
| 46    | 40 a 44 | 53    |
| 64    | 35 a 39 | 51    |
| 40    | 30 a 34 | 64    |
| 34    | 25 a 29 | 20    |
| 28    | 20 a 24 | 26    |
| 58    | 15 a 19 | 52    |
| 66    | 10 a 14 | 61    |
| 53    | 5 a 9   | 59    |
| 45    | 0 a 4   | 27    |

## Economia
El 2007 la població en edat de treballar era de 913 persones, 683 eren actives i 230 eren inactives. De les 683 persones actives 630 estaven ocupades (359 homes i 271 dones) i 53 estaven aturades (23 homes i 30 dones). De les 230 persones inactives 72 estaven jubilades, 89 estaven estudiant i 69 estaven classificades com a «altres inactius».

### Ingressos
El 2009 a Aunay-sous-Auneau hi havia 500 unitats fiscals que integraven 1.401,5 persones, la mediana anual d'ingressos fiscals per persona era de 20.899 €.

### Activitats econòmiques
Dels 23 establiments que hi havia el 2007, 1 era d'una empresa alimentària, 2 d'empreses de fabricació d'altres productes industrials, 10 d'empreses de construcció, 2 d'empreses de comerç i reparació d'automòbils, 1 d'una empresa de transport, 4 d'empreses de serveis, 1 d'una entitat de l'administració pública i 2 d'empreses classificades com a «altres activitats de serveis».
Dels 13 establiments de servei als particulars que hi havia el 2009, 1 era una oficina de correu, 1 taller de reparació d'automòbils i de material agrícola, 1 paleta, 2 guixaires pintors, 1 fusteria, 4 lampisteries, 1 empresa de construcció, 1 perruqueria i 1 restaurant.
L'únic establiment comercial que hi havia el 2009 era una fleca.
L'any 2000 a Aunay-sous-Auneau hi havia 11 explotacions agrícoles que ocupaven un total de 928 hectàrees.

## Equipaments sanitaris i escolars
El 2009 hi havia 1 escola maternal i 1 escola elemental.

## Poblacions més properes
El següent diagrama mostra les poblacions més properes.